# Dragosloveni (Dumbrăveni), Vrancea
Dragosloveni este un sat în comuna Dumbrăveni din județul Vrancea, Muntenia, România.

## Personalități marcante
În Dragosloveni se află Muzeul Memorial „Alexandru Vlahuță”. Aici scriitorul Alexandru Vlahuță avea o bucată bună de vie nobilă din partea celei de-a treia soții, Alexandrina Ruxandra Gâlcă, fiica unui mic proprietar. În această casă aveau loc petreceri cu lăutari aduși de la Focșani, la care participau bunii săi prieteni Barbu Delavrancea și Ion Luca Caragiale, după cum povestește Cella Delavrancea în Memoriile sale. Tot în această casă, în perioada interbelică și până în 1948, a funcționat un fel de școală profesională într-ale gospodăriei pentru tinerele fete.

## Obiective turistice
- Statuia generalului Aleksandr Suvorov din Dragosloveni